# آرتیوم زوب
آرتیوم زوب (روسی: Артём Валерьевич Зуб؛ زادهٔ ۳ اکتبر ۱۹۹۵) بازیکن هاکی روی یخ اهل روسیه است.
وی همچنین برندهٔ جوایزی همچون نشان دوستی شده‌است.